# Phedimus kamtschaticus
Espèce
Phedimus kamtschaticus  est une espèce de plante grasse décorative de la famille des Crassulacées originaire d'Asie.

## Synonyme
Sedum kamtschaticum

## Liste des sous-espèces
Selon Tropicos (3 juin 2014) :
- Sedum kamtschaticum subsp. ellacombeanum (Praeger) R.T. Clausen

## Utilisation
Cet Orpin fait partie des sédums utilisés pour les toitures végétales.